# 小叶鸢尾兰
小叶鸢尾兰（学名：Oberonia japonica），又称台湾莪白兰、日本莪白兰，为兰科鸢尾兰属下的一个种。

## 外部連結
- 小叶鸢尾兰 （页面存档备份，存于）

## 扩展阅读
- 维基共享资源上的相關多媒體資源：小叶鸢尾兰
- 維基物種上的相關：小叶鸢尾兰